# Brachistosternus prendinii
Espèce
Brachistosternus prendinii est une espèce de scorpions de la famille des Bothriuridae.

## Distribution
Cette espèce est endémique de la région d'Antofagasta au Chili. Elle se rencontre vers San Pedro de Atacama entre 2 800 et 3 200 m d'altitude.

## Description
Le mâle holotype mesure 52,52 mm et la femelle paratype 54,99 mm, les mâles mesurent de 52 à 70 mm et les femelles de 50 à 59,5 mm.

## Étymologie
Cette espèce est nommée en l'honneur de Lorenzo Prendini.

## Publication originale
- Ojanguren Affilastro, 2003 : Las especies andinas de Brachistosternus (Leptosternus), con la descripción de tres nuevas especies (Scorpiones, Bothriuridae). Revista Ibérica de Aracnología, vol. 8, p. 23–36 (texte intégral).